# مقاطعة أوشن (نيو جيرسي)
مقاطعة أوشن (بالإنجليزية: Ocean County, New Jersey)‏ هي إحدى مقاطعات ولاية نيو جيرسي في الولايات المتحدة. ، بلغ عدد سكانها 576567 نسمة في عام 2010 حسب إحصاء مكتب تعداد الولايات المتحدة وتصل الكثافة السكانية فيها 350 نسمة/كم2.

## المناخ
يظهر الجدول التالي التغييرات المناخية على مدار السنة لمقاطعة أوشن:
| البيانات المناخية لـمقاطعة أوشن   | البيانات المناخية لـمقاطعة أوشن | البيانات المناخية لـمقاطعة أوشن | البيانات المناخية لـمقاطعة أوشن | البيانات المناخية لـمقاطعة أوشن | البيانات المناخية لـمقاطعة أوشن | البيانات المناخية لـمقاطعة أوشن | البيانات المناخية لـمقاطعة أوشن | البيانات المناخية لـمقاطعة أوشن | البيانات المناخية لـمقاطعة أوشن | البيانات المناخية لـمقاطعة أوشن | البيانات المناخية لـمقاطعة أوشن | البيانات المناخية لـمقاطعة أوشن | البيانات المناخية لـمقاطعة أوشن |
| الشهر                             | يناير                           | فبراير                          | مارس                            | أبريل                           | مايو                            | يونيو                           | يوليو                           | أغسطس                           | سبتمبر                          | أكتوبر                          | نوفمبر                          | ديسمبر                          | المعدل السنوي                   |
| --------------------------------- | ------------------------------- | ------------------------------- | ------------------------------- | ------------------------------- | ------------------------------- | ------------------------------- | ------------------------------- | ------------------------------- | ------------------------------- | ------------------------------- | ------------------------------- | ------------------------------- | ------------------------------- |
| متوسط درجة الحرارة الكبرى °ف (°م) | 41 (5)                          | 44 (7)                          | 51 (11)                         | 61 (16)                         | 71 (22)                         | 80 (27)                         | 85 (29)                         | 83 (28)                         | 77 (25)                         | 67 (19)                         | 57 (14)                         | 46 (8)                          | 64 (18)                         |
| متوسط درجة الحرارة الصغرى °ف (°م) | 22 (−6)                         | 24 (−4)                         | 30 (−1)                         | 39 (4)                          | 49 (9)                          | 59 (15)                         | 64 (18)                         | 62 (17)                         | 55 (13)                         | 43 (6)                          | 35 (2)                          | 27 (−3)                         | 42 (6)                          |
| الهطول إنش (مم)                   | 3.92 (100)                      | 3.30 (84)                       | 4.79 (122)                      | 4.07 (103)                      | 3.73 (95)                       | 3.80 (97)                       | 4.60 (117)                      | 4.69 (119)                      | 3.79 (96)                       | 3.90 (99)                       | 4.11 (104)                      | 4.51 (115)                      | 49.21 (1٬251)                   |
| المصدر:                           |                                 |                                 |                                 |                                 |                                 |                                 |                                 |                                 |                                 |                                 |                                 |                                 |                                 |

## وصلات خارجية
- United States Counties